# Opsamates spinipennis
Opsamates spinipennis là một loài bọ cánh cứng trong họ Cerambycidae.